# Wolfsmond (Roman)
Wolfsmond (Originaltitel: The Dark Tower V – Wolves of the Calla) ist der Titel eines im Jahre 2003 veröffentlichten Romans des Schriftstellers Stephen King und bildet den fünften Band der achtbändigen, düsteren Fantasy-Saga, die unter dem Titel Der Dunkle Turm bekannt ist. Die Hintergründe dieses Romanzyklus sind im dortigen Artikel ausführlich dargestellt.

## Inhalt
Der fünfte Band beginnt auf dem Highway hinter dem gläsernen Palast. Das Ka-Tet ist noch immer unbeirrbar auf dem Balken unterwegs zum Dunklen Turm. Die Zeit scheint sich zu verschieben, scheint weich zu werden, und keiner der vier Gefährten kann mit Bestimmtheit sagen, wie lange sie schon unterwegs sind, als sie Besuch von Fremden bekommen, die ein paar Tagesritte entfernt in einem Ort mit Namen Calla Bryn Sturgis wohnen.
Als sie dem kleinen Städtchen näher kommen, finden sich Jake und Eddie eines Nachts im Traum im alten New York im Jahr 1977 wieder und können beobachten, wie der damalige Jake im Restaurant für geistige Nahrung von einem Mann namens Calvin Tower das Rätselbuch und Charlie Tschuff Tschuff kauft. Doch statt dem damaligen Jake zum unbebauten Grundstück zu folgen, wo dieser die Rose finden wird (siehe Band 3 „Tot“), beobachten sie das Geschehen in der Buchhandlung, nachdem der damalige Jake diese verlassen hat. Calvin Tower ist der Besitzer des unbebauten Grundstückes, auf dem die Rose steht, und wird von zwei Schlägern bedroht, damit er das Grundstück niemandem verkauft. Niemandem außer ihrem Boss, Enrico Balazar, jenem Mann, der Eddie viele Jahre später als Drogenkurier benutzt und den Eddie mit Hilfe von Roland bei einer Schießerei umbringt (siehe Band zwei „Drei“).
Unter den Männern aus Calla Bryn Sturgis befindet sich ein Mann namens Don Callahan, der ebenfalls aus einer anderen Welt als Mittwelt stammt. Pere Callahan erzählt dem Ka-Tet seine Lebensgeschichte von dem Tag an, an dem er Jerusalems Lot (siehe Stephen Kings Brennen muss Salem) verlassen hat, nachdem er das Blut eines Vampirs namens Barlow getrunken hat, bis zu jenem Tag, an dem er in Mittwelt im Ort Calla Bryn Sturgis angekommen ist. Er besitzt einen geheimnisvollen schwarzen Holzkasten, in dem sich eines der Stücke des Zauberer-Regenbogens befindet. Nicht die rosarote, die im Besitz von Rhea von Cöos war, sondern Die Schwarze Dreizehn, die mächtigste aller Kugeln. Mit Hilfe dieser Kugel und einer Tür, wie wir sie schon aus Band 2 kennen, ist das Ka-Tet in der Lage, in das New York 1977 zu gelangen, Enrico Balazars Leute einzuschüchtern, Calvin Tower zu überreden, das unbebaute Grundstück auf keinen Fall an Balazar zu verkaufen, um die Rose zu beschützen, und ihn dazu zu überreden, New York vorübergehend zu verlassen, um sein Leben zu schützen. Bevor dieser jedoch seinen Buchladen verlässt, bringt er einen Kasten voller wertvoller Bücher durch die Tür nach Mittwelt.
Die Bewohner von Calla Bryn Sturgis bitten das Ka-Tet um Hilfe gegen die Wölfe, die einmal in jeder Generation kommen, um von jedem Zwillingspaar im Kindesalter (und fast alle Kinder in diesem Ort kommen als Zwillinge zur Welt) eines zu rauben. Das Ka-Tet verbringt einen Monat in Calla und in dieser Zeit gesellt sich eine neue Persönlichkeit zu Susannahs Geist. Mia – in der Hochsprache Mutter, versucht immer öfter, Besitz über Susannahs Körper zu erlangen. Und Mia ist schwanger, nicht von Eddie, sondern von dem Dämon, den Susannah einst bezwungen hat, als sie Jake retteten.
Am Ende des fünften Bands gelingt es dem Ka-Tet, die Wölfe, die sich als Roboter herausstellen, zu bezwingen und den Ort Calla von dieser „Plage“ zu befreien. Doch nach dem Kampf verschwindet Susannah plötzlich, da Mia die Oberhand gewonnen hat und ihr dämonisches Baby zur Welt bringen will, durch die Tür und nimmt die „Schwarze Dreizehn“ mit sich. Damit verschließt sie die Tür hinter sich, womit sie verhindern will, dass der Rest des Ka-Tets ihr folgen kann. Hilflos vor der verschlossenen Tür stehend, entdeckt das Ka-Tet zwischen Calvin Towers Büchern einen Roman mit dem Namen „Brennen muss Salem von Stephen King“, welcher exakt die Geschichte enthält, die Pere Callahan dem Ka-Tet erzählt hat. Und dieser beginnt zu zweifeln – ist er real oder nur eine Geschichte?

## Ausgaben
- Stephen King: The Dark Tower. Band 5: Wolves of the Calla. Hodder & Stoughton, London 2005, ISBN 0-340-82716-5.
- Stephen King: Der dunke Turm. Band 5: Wolfsmond. Aus dem Englischen von Wulf Bergner. Heyne, München 2004, ISBN 978-3-453-53023-2.